# آکسفورد (جورجیا)
آکسفورد، جورجیا (به انگلیسی: Oxford, Georgia) یک شهر در ایالات متحده آمریکا با جمعیت ۲٬۱۳۴ نفر است که در شهرستان نیوتون واقع شده‌است.

## موقعیت جغرافیایی
موقعیت جغرافیایی شهرها و مناطق اطراف به شرح زیر است: